# Верхнівська сільська рада
Ве́рхнівська сільська рада (рос. Верхневский сельский совет) — сільське поселення у складі Куртамиського району Курганської області Росії.
Адміністративний центр — село Верхнє.
Населення сільського поселення становить 866 осіб (2017; 898 у 2010, 1027 у 2002).

## Склад
До складу сільського поселення входять:
| Населений пункт  | Населення, осіб (2002) | Населення, осіб (2010) |
| ---------------- | ---------------------- | ---------------------- |
| Верхнє, село     | 794                    | 710                    |
| Сичово, присілок | 233                    | 188                    |